# Użpol
Użpol (lit. Užpaliai) lub Uszpole – miasteczko na Litwie, położone w okręgu uciańskim w rejonie uciańskim, siedziba starostwa Użpol, 17 km na północ od Uciany, 877 mieszkańców (2001). 
Znajduje się tu kościół katolicki z XIX wieku, cerkiew prawosławna pw. św. Mikołaja z cmentarzem z XIX wieku, gimnazjum i poczta. Miejscowy dwór był ośrodkiem rozległego majątku (tzw. dzierżawa uszpolska). 
Podczas okupacji hitlerowskiej, w czerwcu 1941 roku Niemcy utworzyli getto dla żydowskich mieszkańców. Przebywało w nim około 400 osób. 29 sierpnia 1941 roku Niemcy zlikwidowali getto, a Żydów wywieziono do getta w Ucianie a następnie zamordowano.  
Od 1998 roku miejscowość posiada własny herb nadany dekretem Prezydenta Republiki Litewskiej.